# الروم الأرثوذكس في لبنان
الروم الأرثوذكس في لبنان هم ثاني أكبر طائفة مسيحية في لبنان ورابع أكبر مجموعة دينية في البلاد. ينتشر الروم الأرثوذكس في جنوب شرق النبطية والبقاع، ومحافظة الشمال، وقرب طرابلس وكذلك زحلة، راشيا والمتن وعاليه وسهل عكار وحاصبيا ومرجعيون. للروم الأرثوذكس اللبنانيين علاقة طويلة الأمد ومستمرة مع الدول الأوروبية الأرثوذكسية مثل اليونان، قبرص، روسيا، أوكرانيا، بلغاريا، صربيا ورومانيا. في الوقت الحاضر، شكّل الروم الأرثوذكس جزءًا كبيرًا من الطبقة التجارية والمهنية من بيروت وغيرها من المدن. كثيرًا ما لوحظت ميولهم للعربية ولسوريا الكبرى، بل وقد كانوا أقل تعاملًا مع الدول الغربية من الموارنة. لديهم درجة عالية من التعليم وكانوا على دراية جيدة في مجال التمويل، وقد شكلوا في كثير من الأحيان جسرًا بين المسيحيين اللبنانيين والدول العربية. يشكل الروم الأرثوذكس حوالي 8٪ من عدد سكان لبنان، بما في ذلك الفلسطينيون الروم الأرثوذكس، الذين حصل عدد كبير منهم الجنسية اللبنانية. حسب الميثاق الوطني فإن منصب نائب رئيس البرلمان ونائب رئيس مجلس الوزراء هُما من الروم الأرثوذكس.

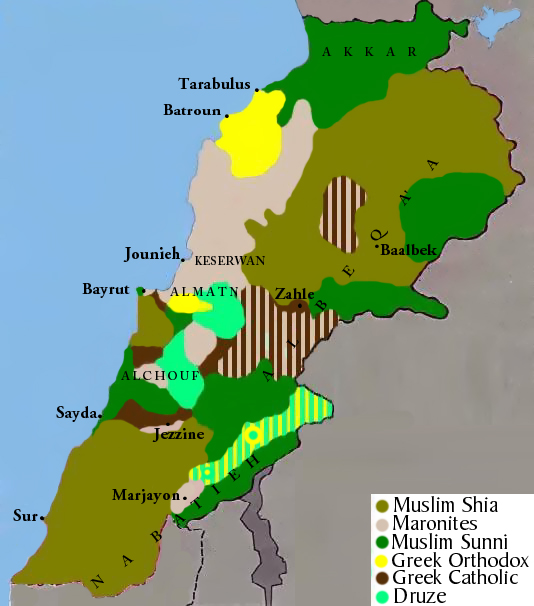
تقدير عن التوزيع الديني في لبنان

## مشاهير لبنانيون أرثوذكس
- ليون سيوفي سياسي مستقل حر، نائب بالقانون فائز بالتزكية، تاجر مجوهرات اسوة بوالده واجداده، رئيس ومؤسس رابطة الجالية الفنزويلية في لبنان، عين قنصلاً فخرياً لدولة تشيلي في جنوب لبنان، ورئيس جمعية حماية القانون والدستور ..ترشح لمنصب رئاسة الجمهورية اللبنانية عام 2013 "سياسي"
- نانسي عجرم - مغنية
- فيروز - مغنية
- نيكولا حايك - وهو رجل أعمال سويسري لبناني والشريك المؤسس والرئيس التنفيذي ورئيس مجلس إدارة مجموعة سواتش
- شارل دباس - أول رئيس لبنان
- ميشال ساسين - وزير لبناني سابق وعضو في البرلمان ونائب رئيس البرلمان ونائب رئيس الوزراء
- إلياس المر - وزير الدفاع اللبناني السابق ونائب رئيس الوزراء
- نسيم نقولا طالب - وهو كاتب مقالات وباحث إبستمولوجي وعلامة لبناني أمريكي
- فواز جرجس - أستاذ جامعي لبناني أمريكي في سياسة الشرق الأوسط والعلاقات الدولية
- روجر أشقر - الكاتب الحائز على جائزة ومهندس ومفكر ورسام وموسيقي
- كريستينا صوايا - ملكة جمال لبنان 2001 وملكة الجمال الدولي 2002
- أنطون سعادة - فيلسوف القومية السورية ومؤسس الحزب السوري القومي الاجتماعي
- أنطوان أندراوس - سياسي لبناني ونائب للرئيس من حركة المستقبل
- أسعد حردان - سياسي لبناني ورئيس الحزب السوري القومي الاجتماعي
- عاصي الرحباني - ملحن لبناني وموسيقي ومنتج
- سيرين عبد النور - مغنية وممثلة وعارضة
- نايلة تويني، صحفية وسياسية
- غسان تويني، صحفي مخضرم وسياسي ودبلوماسي ترأس جريدة النهار لسنوات طويلة
- جبران تويني، صحفي شهير وأحد وجوه النهضة العربية
- بيترو طراد، محامي وسياسي ورئيس سابق للانتداب الفرنسي على لبنان لفترة قصيرة (22 يوليو 1943 - 21 سبتمبر 1943)
- إبراهيم نجم الأسود، (1885 - 1940) مؤرخ وحقوقي وصحفي وشاعر.